# Zalaszentlászló
Zalaszentlászló es un pueblo ubicado en el condado de Zala, Hungría.

## Superficie
Posee una superficie de 19,66 kilómetros cuadrados.

## Demografía
Hasta 2021 la población era de 805 habitantes, con una densidad de población de 40,94 habitantes por kilómetro cuadrado. En 2011 la mayor parte de la población estaba conformada por húngaros y la religión predominante era el catolicismo.